# La Chauve-Souris (film, 1932)
Pour les articles homonymes, voir La Chauve-Souris (homonymie).
Pour plus de détails, voir Fiche technique et Distribution.
La Chauve-Souris est un film français réalisé par Pierre Billon et Karel Lamač, sorti en 1932. 

## Fiche technique
- Titre : La Chauve-Souris
- Réalisation : Pierre Billon et Karel Lamač
- Scénario :  Karl Forest,  Hans-Heinz Zerlett d'après les œuvres originales de Ludovic Halévy, Henri Meilhac et Johann Strauss
- Dialogue : Pierre Billon
- Décors : Lucien Aguettand, Heinz Fenchel
- Photographie : Otto Heller
- Musique : Jara Beneš, Johann Strauss
- Sociétés de production : Ondra-Lamac-Film, Vandor Film
- Pays d'origine :  France
- Format : Noir et blanc - Son mono - 1,20:1
- Genre : Film musical
- Durée : 80 minutes
- Dates de sortie : 
  - France : 25 mars 1932

## Distribution
- Marcel Carpentier
- Marcelle Denya
- Louise Lagrange
- Lisette Lanvin
- Mauricet
- Anny Ondra
- Iván Petrovich
- Robert Pizani
- Rognoni
- Geo Bury